# Xã Palmville, Quận Roseau, Minnesota
Xã Palmville (tiếng Anh: Palmville Township) là một xã thuộc quận Roseau, tiểu bang Minnesota, Hoa Kỳ. Năm 2010, dân số của xã này là 39 người.